# Einigung
Die Einigung (lateinisch consensus) bezeichnet im bürgerlichen Recht die inhaltliche Übereinstimmung mindestens zweier aufeinander bezogener Willenserklärungen der Parteien über die Herbeiführung bestimmter erstrebter Rechtsfolgen. Sie ist Voraussetzung des Vertragsschlusses. Für das Zustandekommen und die Wirksamkeit eines Vertrages bedarf es neben der Übereinstimmung der Willenserklärungen eines notwendigen Erklärungsinhalts. Dies gilt für Verpflichtungsgeschäfte (Mindestinhalt und Bestimmungsmodus) und abstrakte Geschäfte (gesetzlich festgelegter Inhalt) gleichermaßen.
Auch umgangssprachlich wird unter Einigung verstanden, dass mindestens zwei übereinstimmende Erklärungen oder Aussagen vorliegen.

## Grundsätze
Die Einigung setzt voraus, dass sich mindestens zwei rechtsfähige Parteien vertraglich binden wollen und im Konsens eine bestimmte Rechtsfolge auslösen wollen. Wenn Vertragsparteien entgegengesetzte Vertragsziele verfolgen (der Verkäufer möchte etwas verkaufen, der Käufer möchte etwas kaufen), müssen die Willenserklärungen spiegelbildlich deckungsgleich sein. Sie  müssen ein gegenseitiges Einvernehmen über die gewünschten Rechtsfolgen herbeiführen. Durch Einigung ist ein Vertrag erst geschlossen, wenn sich die Vertragspartner über alle Punkte geeinigt haben, die auch nur einer von ihnen geregelt wissen will. Ein einziger strittiger oder ungeregelter Nebenpunkt bringt einen Vertrag zum Scheitern (siehe Punktation).

## Einigung im Schuld- und im Sachenrecht

### Einigung im Schuldrecht
Im Schuldrecht stellt die Einigung regelmäßig die einzige Voraussetzung für einen Vertrag dar (etwa beim Kaufvertrag oder bei der Abtretung). Der schuldrechtliche Vertrag ist folglich nichts anderes als eine freiwillige Einigung mit inhaltlicher Übereinstimmung der Willenserklärungen (§ 150 Abs. 2 BGB,  § 154 f. BGB). Dazu gehören die schrittweise verbindliche Einigung über einzelne mindestinhaltlich zu regelnde Punkte, gegebenenfalls ein gemeinsamer Text und Unterschriften, sowie die Möglichkeit der Stellvertretung, §§ 164 ff. BGB. Bezüglich des notwendigen Erklärungsinhalts bedarf es einer Klarstellung der beteiligten Parteien, der Leistung der einen Partei und der Gegenleistung (beziehungsweise Unentgeltlichkeit) der anderen Partei. Sofern es eine Partei verlangt, ist Einigung über weitere Punkte zu erzielen (Leistungsort, Leistungszeit, Rechtsfolgen bei Vertragsverletzungen). Werden erforderliche Einigungspunkte offen gelassen, bedarf es der Vereinbarung eines Bestimmungsmodus’.
Im deutschen Recht ist § 311 Abs. 1 BGB die zentralen Vorschrift für die Entstehung eines Schuldverhältnisses aufgrund einer vertraglichen Einigung. Da durch ein Schuldverhältnis nicht nur Rechte entstehen, sondern jede der Vertragsparteien auch Pflichten zu übernehmen hat, müssen sie das Einverständnis zu diesem Vertrag meist mit ihrem ausdrücklichen rechtsgeschäftlichen Willen bekunden. Doch muss eine Einigung nicht immer ausdrücklich erfolgen. Gibt es keine besonderen gesetzlichen Regelungen, kann die Einigung auch durch schlüssiges Handeln herbeigeführt werden, etwa wenn der Käufer wortlos auf eine Ware zeigt und der Verkäufer sie ihm übergibt. Eine derartige konkludente Einigung liegt immer dann vor, wenn eine Vertragspartei mit ihrer Leistung einen bestimmten Erfolg bezweckt, die andere Partei dies erkennt und durch die Annahme der Leistung zu verstehen gibt, dass die Zweckbestimmung gebilligt wird.

### Einigung im Sachenrecht
Im Sachen- und Immaterialgüterrecht wird für einen Vertrag neben der Einigung regelmäßig noch eine Verlautbarung der Rechtsänderung (nach dem Publizitätsgrundsatz) verlangt, etwa bei der Übertragung des Eigentums durch die Übergabe (§§ 929 ff. BGB) oder Eintragung ins Grundbuch bei Immobilien (§ 873, § 925 BGB). Ähnliches gilt bei der Übertragung des Patents durch die Änderung im Patentregister (§ 30 Abs. 3 PatG). Solche Einigungen werden, da sie auf Verfügungen über Rechte an Gegenständen gerichtet sind, auch als dingliche Einigungen bezeichnet.

## Mangelnde Eindeutigkeit
Sind die einer Einigung zugrunde liegenden Erklärungen nicht eindeutig, bedürfen sie der  Auslegung. Erklärungen sind auslegungsfähig, wenn sie mehrdeutig sind und auslegungsbedürftig, wenn die Erklärenden unterschiedliche Verständnisse für sich beanspruchen. Auslegung soll den Sinn und Inhalt von Erklärungen ermitteln und das wirklich Gewollte erforschen. Dazu ist das Ziel beider Einigungen, etwa der angestrebte Vertrag, von Bedeutung.

## Einigungsmängel
Stimmen die aufeinander bezogenen Willenserklärungen nicht überein oder sind nicht alle Punkte eines Vertrages abschließend geregelt, liegt ein Einigungsmangel vor. Hierzu gehören der offene (§ 154 BGB) und der versteckte Dissens (§ 155 BGB). Da für die einer Einigung zugrunde liegenden Willenserklärungen Geschäftsfähigkeit des Erklärenden erforderlich ist, gibt es auch mehrere Unwirksamkeitsgründe. Eine Willenserklärung und damit eine Einigung können nichtig sein wegen Geschäftsunfähigkeit (§§ 104 ff. BGB), Formmangel (§ 125 BGB), Verstoß gegen ein gesetzliches Verbot (§ 134 BGB), Sittenwidrigkeit (§ 138 Abs. 1 BGB), Wucher (§ 138 Abs. 2 BGB), Anfechtung (§ 142 Abs. 1 BGB) oder (Teil-)Unwirksamkeit von AGB (§§ 305 ff. BGB).